# Österrike i olympiska sommarspelen 1908
Österrike deltog med sju deltagare vid de olympiska sommarspelen 1908 i London. Totalt vann de en bronsmedalj.

## Medalj

### Brons
- Otto Scheff - Simning, 400 m frisim.